# Herrmann Zschoche

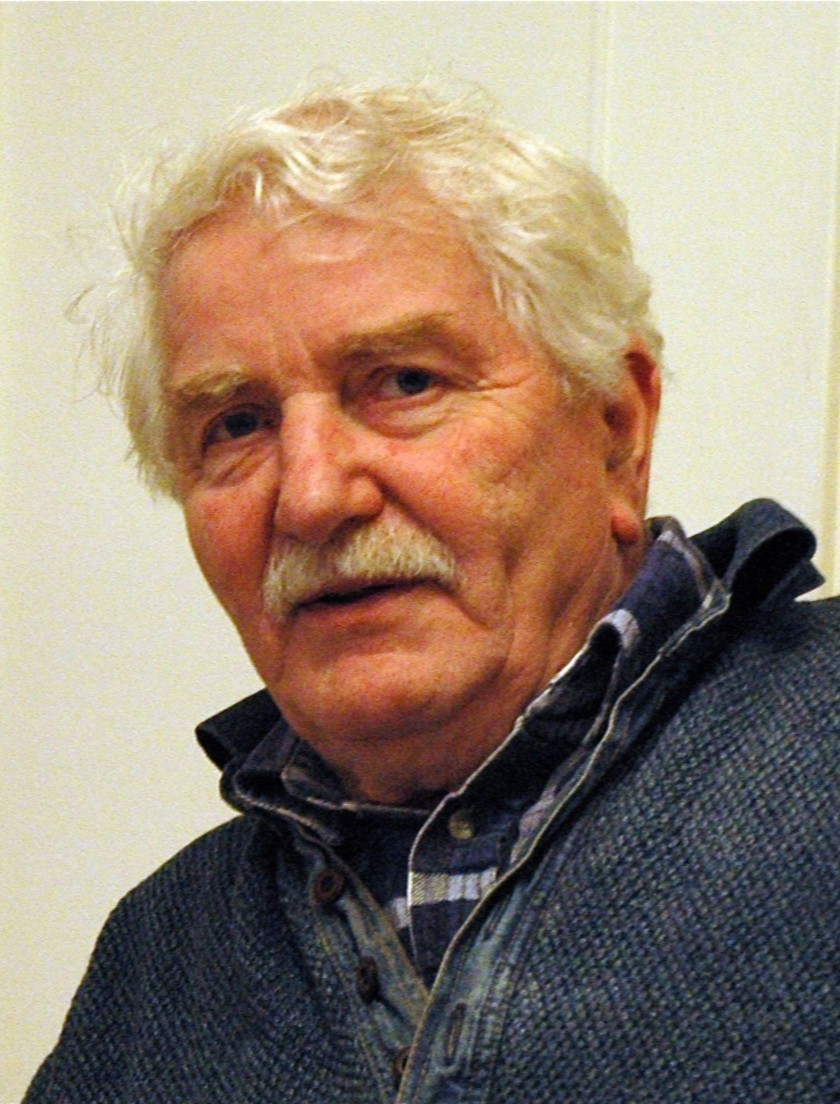
Herrmann Zschoche

Herrmann Zschoche (* 25. November 1934 in Dresden) ist ein deutscher Drehbuchautor und Filmregisseur. Er führte bei zahlreichen DEFA-Spielfilmen vor allem für Kinder und Jugendliche Regie und schuf mit Sieben Sommersprossen einen Klassiker des DEFA-Jugendfilms. Nach 1990 war er vor allem an Fernsehserien und -reihen beteiligt und zog sich 1997 weitgehend aus dem Filmgeschäft zurück. Seither ist er als Sachbuchautor und Herausgeber in Erscheinung getreten.

## Leben
Zschoche war schon während seiner Schulzeit Mitglied eines Schmalfilmzirkels. Er legte sein Abitur ab und begann, Anfang der 1950er-Jahre als Assistent und Kameramann bei der Nachrichtensendung der DDR Aktuelle Kamera zu arbeiten. Während seiner Lehrzeit arbeitete er unter anderem mit Ernst Hirsch an Filmen über das Schloss Pillnitz und den Dresdner Zwinger.
Von 1954 bis 1959 absolvierte Zschoche ein Regiestudium an der Hochschule für Film und Fernsehen Potsdam und kam anschließend als Regieassistent zum DEFA-Studio für Spielfilme. Für Frank Beyer arbeitete er bei Königskinder als Regieassistent, während er mit Gerhard Klingenberg in Was wäre, wenn…? zusammenarbeitete. Ab 1961 war Zschoche Regisseur im DEFA-Studio für Spielfilme; er gab mit dem Kinderfilm Das Märchenschloß sein Regiedebüt in einem Spielfilm. In den folgenden Jahren entstanden mehrere Kinder- und Jugendfilme, darunter die Benno-Pludra-Verfilmung Lütt Matten und die weiße Muschel und der in deutsch-tschechoslowakischer Co-Produktion entstandene Film Die Igelfreundschaft nach einer Erzählung von Martin Viertel.
Im Jahr 1965 drehte Zschoche nach einer Vorlage von Ulrich Plenzdorf den Spielfilm Karla und damit „seinen ersten großen Gegenwartsfilm über Wahrheit und Lügen, Verschweigen und Ehrlichkeit in der Gesellschaft am Beispiel der Erziehung von Jugendlichen.“ Der Film um eine junge Lehrerin, die frisch von der Universität kommt und mit ihren Idealen am Ende scheitert, wurde infolge des 11. Plenums des ZK der SED 1966 verboten. Der Film, dem Pessimismus und Skeptizismus vorgeworfen wurden, erlebte erst im Juni 1990 seine Premiere. Auch der 1977 entstandene Film Feuer unter Deck erhielt zunächst keine Aufführungsgenehmigung, da Hauptdarsteller Manfred Krug im Sommer 1977 in die Bundesrepublik gegangen war. Die Komödie um einen begeisterten Raddampferfahrer, der sein geliebtes Schiff aufgeben muss, kam erst 1979 direkt im Fernsehen der DDR zur Aufführung. Mit Insel der Schwäne entstand 1983 ein weiterer Film Zschoches, der keine sofortige Freigabe erhielt und erst nach zahlreichen Änderungen, darunter einem neuen, positiven Ende, aufgeführt werden durfte.
Ab den 1970er-Jahren drehte Zschoche erneut Kinder- und Jugendfilme. Der mit Laiendarstellern besetzte Jugendfilm Sieben Sommersprossen, der 1978 in die Kinos der DDR kam, wurde Zschoches endgültiger Durchbruch. Er erhielt den Preis der Filmkritik der DDR und einen Nationalen Filmpreis. Mit 1,2 Millionen Zuschauern innerhalb eines Jahres war Sieben Sommersprossen ein großer Publikumserfolg und gilt inzwischen als Klassiker des DEFA-Jugendfilms. Mit Grüne Hochzeit drehte Zschoche 1989 eine Fortsetzung der Geschichte. Das Mädchen aus dem Fahrstuhl war sein letzter Film für die DEFA.
Nach der Wende übernahm Zschoche Regieaufgaben bei Fernsehreihen wie Tatort, ehe er 1997 seine Regietätigkeit mit der Serie Kurklinik Rosenau einstellte. „Solchen Fernsehaufträgen, zu denen [auch] Drei Damen vom Grill oder Kommissar Rex gehörten, trauert er keineswegs nach: Sie waren handwerkliche saubere Arbeiten, aber nichts, was ihn wirklich forderte“, so Ralf Schenk 2009.
Seither widmet sich Zschoche dem Schreiben. Unter anderem veröffentlichte er Reiseberichte und Lebenserinnerungen verschiedener Maler, darunter mehrere Werke zu Caspar David Friedrich.
Herrmann Zschoche war in erster Ehe mit der Schauspielerin Jutta Hoffmann verheiratet.
Seine Enkelin ist die Rapperin Haiyti (bürgerlich: Ronja Zschoche).
Im Jahr 2002 veröffentlichte er mit Sieben Sommersprossen und andere Erinnerungen seine Autobiografie. Er lebt im brandenburgischen Storkow.

## Filmografie
| - 1961: Das Märchenschloß - 1962: Das Stacheltier: Man lernt nie aus - 1962: Die Igelfreundschaft - 1964: Lütt Matten und die weiße Muschel - 1965: Engel im Fegefeuer - 1965: Karla - 1968: Leben zu zweit - 1969: Weite Straßen – stille Liebe - 1972: Eolomea - 1974: Liebe mit 16 - 1976: Philipp, der Kleine - 1977/1979: Feuer unter Deck - 1978: Sieben Sommersprossen - 1979: Addio, piccola mia (Darsteller) - 1980: Und nächstes Jahr am Balaton - 1980: Glück im Hinterhaus - 1981: Bürgschaft für ein Jahr | - 1983: Insel der Schwäne - 1985: Hälfte des Lebens - 1987: Die Alleinseglerin - 1989: Grüne Hochzeit - 1991: Das Mädchen aus dem Fahrstuhl - 1991: Drei Damen vom Grill (TV-Serie, 14 Folgen) - 1992: Hier und jetzt (TV-Serie) - 1993: Wo das Herz zu Hause ist (TV) - 1993: Geschichten aus der Heimat – Beziehungskisten/Teufelsbräute/Der Hundertjährige (TV) - 1994: Natalie – Endstation Babystrich (TV) - 1994: Die Schamlosen (TV) - 1995: Tatort – Tödliche Freundschaft (TV-Reihe) - 1995: Kommissar Rex – Der maskierte Tod (TV-Serie) - 1996–1997: Kurklinik Rosenau (TV-Serie) |

## Publikationen (Auswahl)
- Caspar David Friedrich auf Rügen. 1998.
- Caspar David Friedrich im Harz. 2000.
- Sieben Sommersprossen und andere Erinnerungen. 2002, ISBN 3-360-00984-3.
- als (Hrsg.): Caspar David Friedrich – Die Briefe. 2006, ISBN 3-936406-12-X.
- als (Hrsg.): Bilder einer Kindheit: das malerische Tagebuch der Brüder Retzsch. 1795–1809. 2007, ISBN 978-3-86530-095-9.
- Caspar David Friedrichs Rügen. Eine Spurensuche. 2007, ISBN 978-3-86530-086-7.
- Georg Heinrich Crola 1804–1879. Erinnerungen eines Landschaftsmalers. 2011, ISBN 978-3-86530-136-9.

## Auszeichnungen
Preis der Filmkritik der DDR, „Große Klappe“
- 1978: Auszeichnung für Sieben Sommersprossen in der Kategorie Bester Gegenwartsfilm
- 1981: Auszeichnung für Bürgschaft für ein Jahr in der Kategorie Bester Film
- 1981: Auszeichnung für Bürgschaft für ein Jahr in der Kategorie Bester Gegenwartsfilm

Nationales Spielfilmfestival der DDR, „Nationaler Filmpreis“
- 1980: Auszeichnung für Sieben Sommersprossen in der Kategorie Spezialpreis der Jury
- 1982: Auszeichnung für Bürgschaft für ein Jahr in der Kategorie Beste Regie
- 1986: „Großer Steiger“ für Hälfte des Lebens in der Kategorie Publikumspreis

Sonstige Auszeichnungen
- 1979: Nationalpreis der DDR II. Klasse für Kunst und Literatur
- 2014: Hölderlin-Ring für Hälfte des Lebens
- 2016: Preis der DEFA-Stiftung für das filmkünstlerische Lebenswerk
- 2019: Berlinale Kamera